# Jan Natov
Jan Natov (* 11. listopadu 1992) je bývalý český florbalový útočník, reprezentant a pětinásobný mistr Česka. V české nejvyšší soutěži hrál v letech 2008 až 2024.

## Klubová kariéra
Natov začínal s florbalem v klubu Torpedo Havířov, se kterým získal v sezóně 2007/2008 juniorský titul. Od další sezóny hostoval v klubu SSK Future, za který již nastupoval v Extralize mužů a s juniory získal další titul. Ve Future působil tři a půl roku.
V průběhu sezóny 2011/2012 přestoupil do Tatranu Střešovice, se kterým hned získal svůj první mužský titul, ke kterému přispěl vyrovnávacím gólem čtyři minuty před koncem základní části. Za Tatran odehrál další tři sezóny. Na začátku sezóny 2013/2014 si zranil nárt a několik měsíců nemohl nastoupil, což ho přivedlo k florbalu vozíčkářů (který pak několik let hrál zároveň se Superligou). Po uzdravení sezónu dohrál a získal s Tatranem stříbro. V roce 2015 vybojovali proti Florbal MB jeho druhý mistrovský titul.
Právě do Mladé Boleslavi po zisku titulu přestoupil za odstupné 125 tisíc Kč. V novém týmu navázal na spolupráci s Jiřím Curneym z reprezentace. S Boleslaví se v roce 2017 podruhé v klubové historii probojovali do finále, což Natov zajistil gólem 16 vteřin před koncem prodloužení rozhodujícího zápasu semifinálové série proti Tatranu. V další sezóně 2017/2018 již získali první klubový titul, ke kterému ve finálovém zápase opět přispěl brankou. V sezóně 2018/2019 překonal 49 góly rekord Radka Suchého ze sezóny 1996/1997 (v té době se ale hrálo o čtyři zápasy méně). V roce 2021 dovedl již jako kapitán Boleslav k druhému titulu. Ve finále asistoval Jiřímu Curneymu na rozhodující gól. Na začátku sezóny 2021/2022 si poranil koleno a zbytek ročníku, ve kterém Boleslav obhájila titul, nehrál. Na následném Poháru mistrů dosáhl hattricku ve vítězném zápase o bronz. Kvůli dalšímu zranění nedohrál ani sezónu 2023/2024 a po ní ukončil kariéru. S 536 body je čtvrtým nejproduktivnějším hráčem Superligy.

## Reprezentační kariéra
V juniorské kategorii hrál Natov na Mistrovství světa v roce 2011, kde byl nejproduktivnějším hráčem týmu a třetí celkem.
V mužské reprezentaci na Euro Floorball Tour v dubnu 2014 přispěl dvěma asistencemi k prvnímu vítězství Česka nad Švédskem v historii a prvnímu zlatu na turnaji. Na následném mistrovství světa 2014, získal s českým týmem bronzovou medaili. Naposledy za národní tým nastoupil v roce 2017.
| Umístění | Soutěž                                       |
| -------- | -------------------------------------------- |
| 4.       | Mistrovství světa ve florbale do 19 let 2011 |
|          | Mistrovství světa ve florbale 2014           |